# المپیا (فیلم ۲۰۱۱)
«المپیا» (انگلیسی: Olympia (2011 film)) یک فیلم است که در سال ۲۰۱۱ منتشر شد.